# Orquestra Tonkünstler

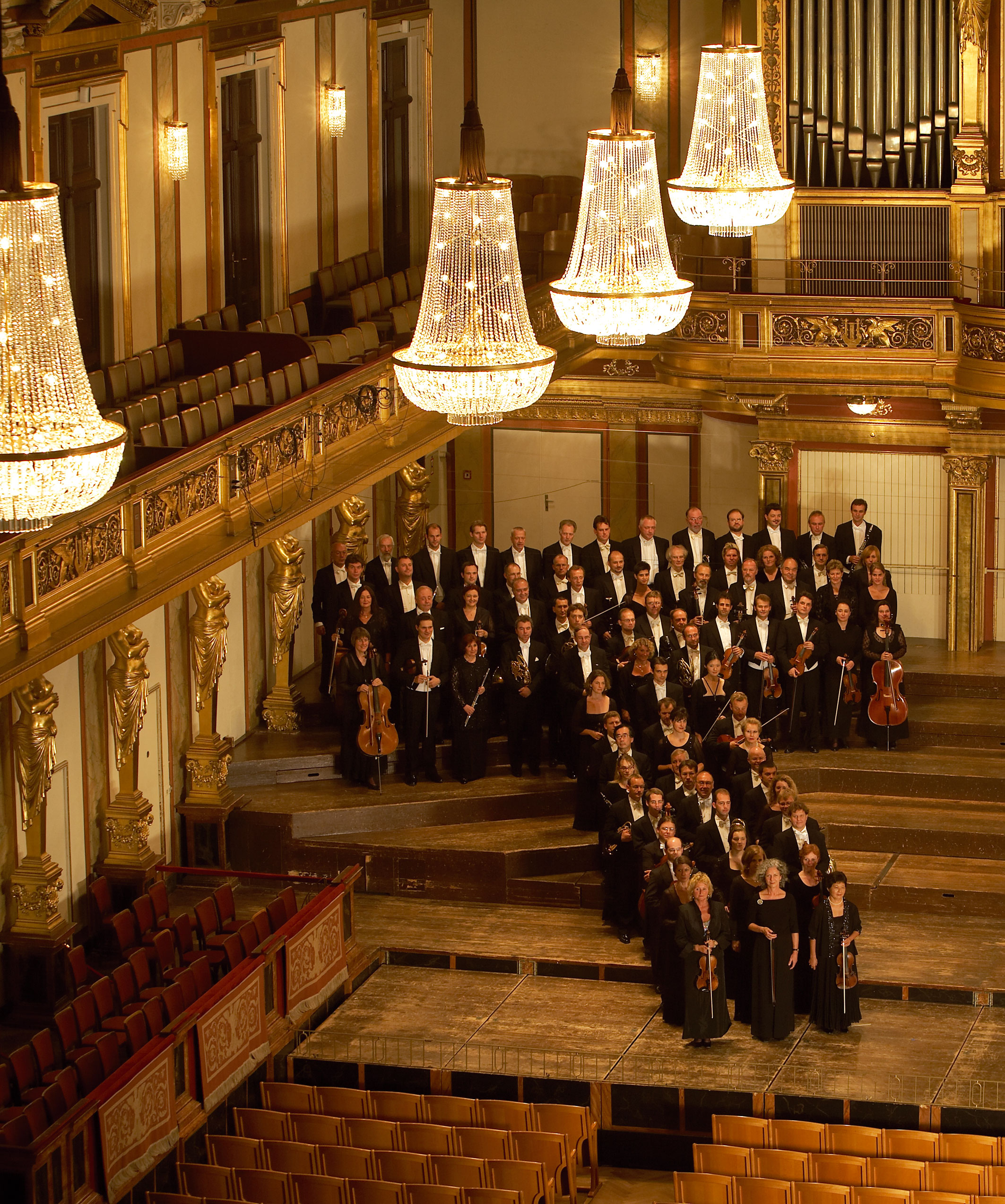
A Orquestra Tonkünstler no Musikverein de Viena.

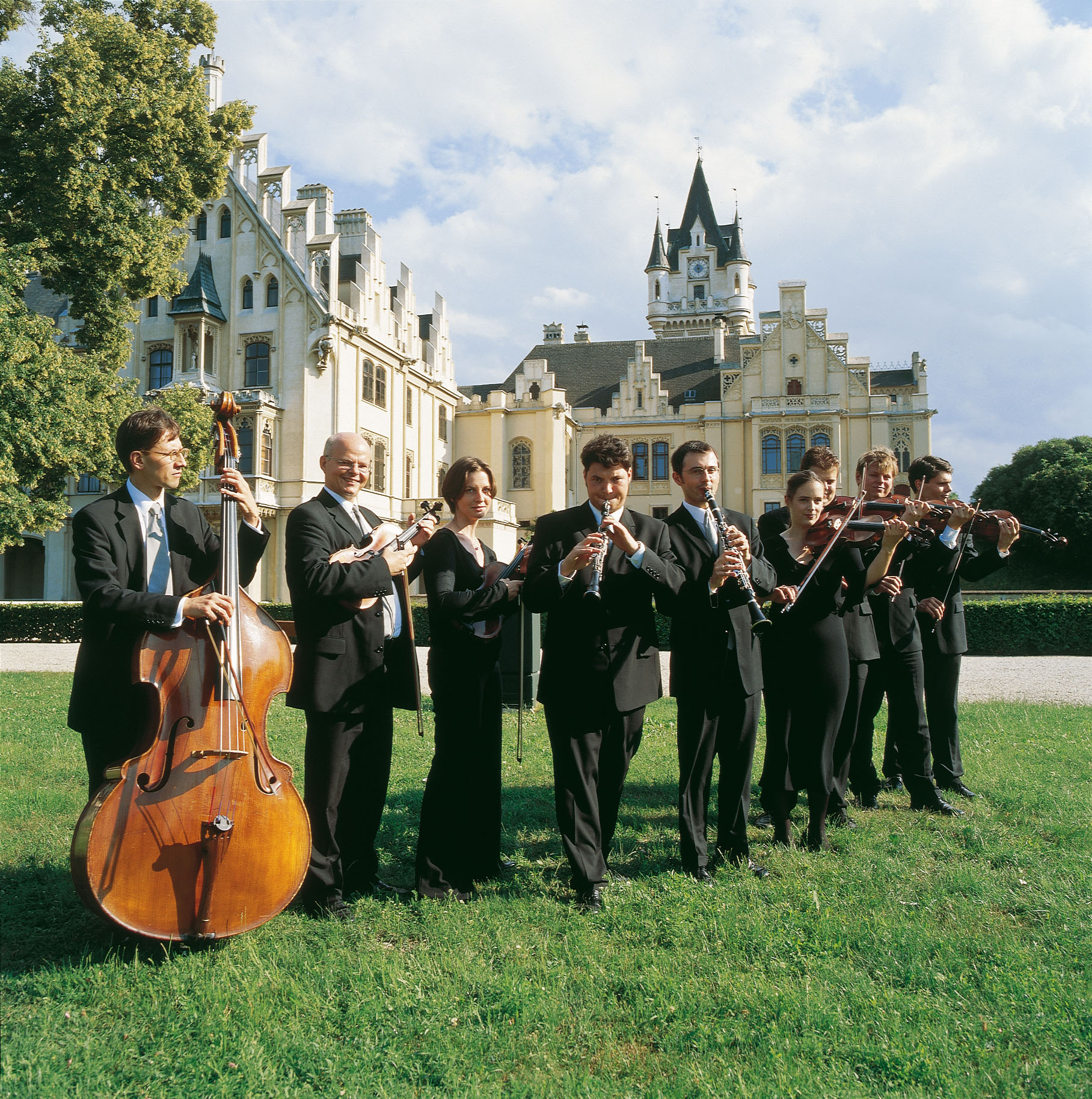
Membros da Tonkünstler no Festival de Grafenegg.

A Orquestra Tonkünstler (em alemão: Tonkünstler-Orchester Niederösterreich,  [ˈtoːnˌkʏnstlɐ ˌɔʁˈkɛstɐ ˈniːdɐˌʔøːstəʀaɪ̯ç] (ajuda·info)), também conhecida apenas como Tonkünstler, é uma orquestra austríaca baseada na capital Viena e em Sankt Pölten, na Baixa Áustria. O maestro estoniano Kristjan Järvi ocupa o posto de regente titular desde 2003.

## Sedes
A orquestra está baseada tanto em Viena quanto em Sankt Pölten. Na capital austríaca, apresenta-se no Salão Dourado do Musikverein. O Salão de Vidro dessa casa de concertos é utilizado como sala de ensaios. Já na Baixa Áustria, a Tonkünstler tem sua segunda sede na cidade de Sankt Pölten, mais precisamente no Festspielhaus local. No verão de 2007, a orquestra tornar-se-á "orquestra residente" no novo Festival de Música de Grafenegg.

## História
O nome da orquestra tem origem na "Tonkünstler-Sozietät" de Viena, que já organizava apresentações na época de Haydn e Mozart. O nome "Tonkünstler" sobreviveu na "Associação Orquestral Tonkünstler de Viena" (em alemão: Verein Wiener Tonkünstler-Orchester), que foi fundada no início do século XX. Seu primeiro concerto foi apresentado no dia 10 de outubro de 1907, no Musikverein, com um repertório composto por obras de Karl Goldmark, Edvard Grieg, Franz Liszt e Ludwig van Beethoven.
Em 1913, a orquestra apresentou a première de "Gurrelieder", de Arnold Schönberg. Durante a Primeira Guerra Mundial, devido a complicações financeiras, a Tonkünstler foi forçada a fundir-se com a até então chamada "Vienna Concertverein", formando o que hoje é a chamada Orquestra Sinfônica de Viena. Entretanto, a associação continuou organizando concertos até 1933.
Em 1946, adotando a tradição do nome Tonkünstler, a Orquestra Sinfônica da Baixa Áustria (em alemão: Landes-Symphony-Orchester Niederösterreich) tornou-se Orquestra Tonkünstler Baixo-austríaca e as séries de domingo à tarde foram retomadas. Em 2002, a orquestra passou por um processo de reestruturação e agora é chamada de Orquestra Tonkünstler da Baixa Áustria.

## Regentes titulares
- Yutaka Sado (2015-)
- Andrés Orozco-Estrada (2009–2014)
- Kristjan Järvi (2004-2009)
- Carlos Kalmar (2000-2003)
- Fabio Luisi (1994-2000)
- Isaac Karabtchevsky (1988-1994)
- Miltiades Caridis (1978-1988)
- Walter Weller (1975-1978)
- Heinz Wallberg (1964-1975)
- Gustav Koslik (1951-1964)
- Kurt Wöss (1946-1951)

Durante sua história, a orquestra foi regida por maestros convidados de renome, entre os quais estão Clemens Krauss, Paul Hindemith, Arvid e Mariss Jansons, Zubin Mehta, Christoph von Dohnányi, HK Gruber e Jeffrey Tate. Da mesma forma, vários solistas famosos já se apresentaram com a Tonkünstler, tais como Arthur Grumiaux, Leonid Kogan, Wolfgang Schneiderhan, Mstislaw Rostropowitsch, Isabelle van Keulen, Heinrich Schiff, Alfred Brendel, Rudolf Buchbinder, Grigorij Sokolow, Edita Gruberova, Agnes Baltsa e Christa Ludwig.

## Repertório e perfil
Compositores da era clássica, como Haydn, Mozart, Beethoven - no seu período clássico -, assim como compositores da era romântica, desde Franz Schubert, passando por  Brahms, Bruckner e Mahler, são bases importantes do repertório da orquestra. Atualmente, a Tonkünstler é também conhecida por suas performances de compositores contemporâneos.
Convém ressaltar que a Tonkünstler foi a primeira orquestra austríaca com uma divisão voltada especialmente para um programa de educação musical.

## Turnês
A orquestra realizou turnês na Grã-Bretanha e nos países bálticos. Estão previstas para os anos de 2007 e 2008 apresentações na Alemanha, Eslovênia, República Checa, Hungria e na Ásia, além de mais uma turnê em território britânico.